# Klaudiusz Lizjasz
Klaudiusz Lizjasz – postać biblijna z Dziejów Apostolskich, trybun wojskowy, dowódca rzymskiego garnizonu Jerozolimy.
Był Grekiem, który kupił obywatelstwo rzymskie. Kiedy w święto Pięćdziesiątnicy w 58 lub 59 roku tłum Żydów wystąpił przeciwko Pawłowi z Tarsu, Klaudiusz Lizjasz aresztował apostoła, po czym pozwolił mu przemówić do ludu. Następnie podczas przesłuchania dowiedział się, że Paweł jest obywatelem rzymskim. Dzień później zwołał posiedzenie Sanhedrynu, które jednak nie przyniosło wyjaśnienia sprawy. Gdy dowiedział się o planowanym zamachu na Pawła, odesłał go pod strażą do prokuratora Antoniusza Feliksa do Cezarei.